# Onthophagus concursator
Onthophagus concursator är en skalbaggsart som beskrevs av Vladimir Balthasar 1960. Onthophagus concursator ingår i släktet Onthophagus och familjen bladhorningar. Inga underarter finns listade i Catalogue of Life.